# Markus Halsti
Markus Halsti (Helsinki, 19 maart 1984) is een Fins profvoetballer, die sinds 12 januari 2015 als centrale middenvelder onder contract staat bij de Amerikaanse club DC United. Eerder speelde hij onder meer voor HJK Helsinki en Malmö FF.

## Interlandcarrière
Onder leiding van bondscoach Stuart Baxter maakte Halsti zijn debuut voor de Finse nationale voetbalteam op 6 februari 2008 in de vriendschappelijke wedstrijd tegen Griekenland (1-2) in Nicosia. Hij begon dat duel in de basisopstelling en maakte de negentig minuten vol.

## Erelijst
HJK Helsinki
- Fins landskampioen

2003
- Suomen Cup

2006
 Malmö FF
- Zweeds landskampioen

2010, 2013, 2014